# Erik Lemke

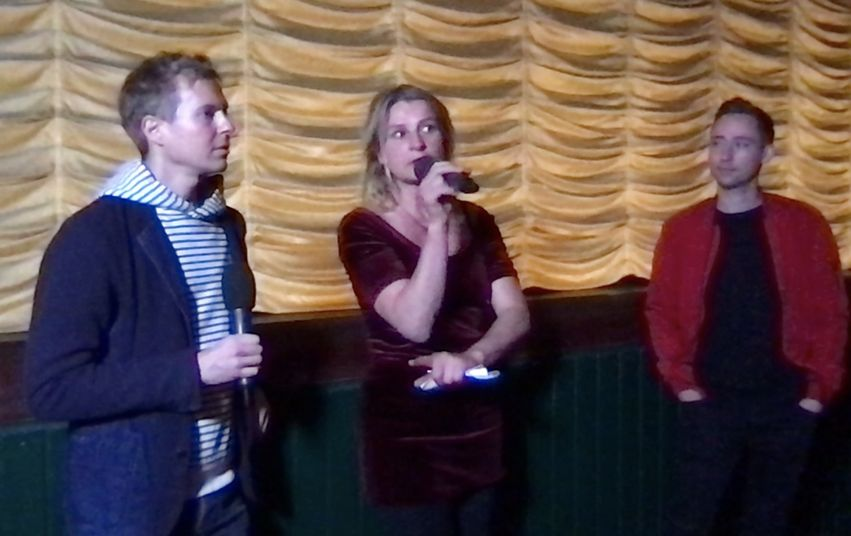
Erik Lemke (li.) gemeinsam mit Susanne Dzeik und André Krummel 2021 bei einem Filmgespräch in Berlin

Erik Lemke (* 16. März 1983 als Erik Ede Novy in Dresden) ist ein deutscher Filmemacher.

## Leben
Erik Lemke wurde 1983 in Dresden geboren und besuchte von 1994 bis 1996 die dortige Kreuzschule und anschließend das Hans-und-Hilde-Coppi-Gymnasium in Berlin-Karlshorst. Nach einem Freiwilligen Sozialen Jahr beim Verein Perspektivy in Sankt-Petersburg studierte er ab 2004 Dokumentarfilm an der Staatlichen Universität für Filmkunst und Fernsehen Sankt Petersburg bei Dmitri Sidorow. Seinen Masterabschluss im Fach Regie machte er 2008 an der École Supérieure d’AudioVisuel (ESAV) in Toulouse. Ab 2010 war Lemke zunächst selbständiger Fotograf und ab 2011 Filmemacher. Er arbeitete hauptsächlich von Berlin aus als Filmeditor, Tonmann, Locationscout, Kameramann und Videojournalist.
Anfang November 2016 stellte Lemke beim Internationalen Dokumentarfilmfestival Leipzig seinen Kurzdokumentarfilm Mich vermisst keiner! vor. Zusammen mit dem Kameramann und Filmemacher André Krummel realisierte er mehrere Kurzfilme und von 2014 bis 2017 den abendfüllenden Dokumentarfilm Berlin Excelsior über die Bewohner des Excelsiorhauses in Berlin, der Ende Oktober 2017 bei den Hofer Filmtagen seine Premiere feierte. Anfang 2022 startete sein Dokumentarfilm Homöopathie unwiderlegt? in den deutschen Kinos.
Lemke lebt in Spanien, da er aufgrund einer durch eine Autoimmunerkrankung verursachten Leberzirrhose auf eine Lebertransplantation angewiesen ist und sich dort eine höhere Chance auf ein Spenderorgan erhofft.

## Filmografie
- 2016: Mich vermisst keiner!
- 2017: Berlin Excelsior
- 2021: Homöopathie unwiderlegt?